# Garibaldi (Oregon)
Garibaldi is een plaats (city) in de Amerikaanse staat Oregon, en valt bestuurlijk gezien onder Tillamook County.

## Demografie
Bij de volkstelling in 2000 werd het aantal inwoners vastgesteld op 899. In 2006 is het aantal inwoners door het United States Census Bureau geschat op 917, een stijging van 18 (2,0%).

## Geografie
Volgens het United States Census Bureau beslaat de plaats een oppervlakte van 3,4 km², waarvan 2,5 km² land en 0,9 km² water. Garibaldi ligt op ongeveer 11 m boven zeeniveau.

## Plaatsen in de nabije omgeving
De onderstaande figuur toont nabijgelegen plaatsen in een straal van 16 km rond Garibaldi.